# Personaggi di Boris

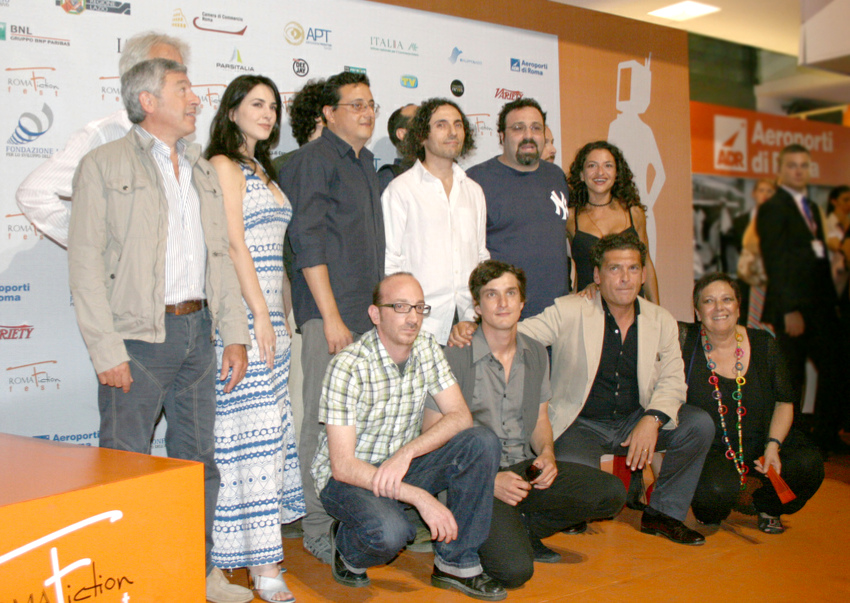
Una parte del cast di Boris nel 2009 al Roma Fiction Fest

Questa voce contiene un elenco dei personaggi presenti nella serie televisiva Boris.

## Personaggi principali
Principale
     Ricorrente
     Guest
| Personaggio       | Ruolo                                                                                                  | Interprete           | Stagione | Stagione | Stagione | Stagione | Stagione |
| Personaggio       | Ruolo                                                                                                  | Interprete           | 1        | 2        | 3        | Il film  | 4        |
| ----------------- | --- | -------------------- | -------- | -------- | -------- | -------- | -------- |
| Alessandro        | Lo stagista (st. 1-3) Il responsabile della piattaforma (st. 4)                                        | Alessandro Tiberi    |          |          |          |          |          |
| Corinna           | La star (st. 1) L'attrice produttrice (st. 4)                                                          | Carolina Crescentini |          |          |          |          |          |
| Arianna           | L'assistente alla regia (st. 1-3) L'aiuto regista (st. 4)                                              | Caterina Guzzanti    |          |          |          |          |          |
| Itala             | La segretaria di edizione                                                                              | Roberta Fiorentini   |          |          |          |          |          |
| Gloria            | La truccatrice                                                                                         | Ilaria Stivali       |          |          |          |          |          |
| Stanis            | Il divo (st. 1-3) L'attore produttore (st. 4)                                                          | Pietro Sermonti      |          |          |          |          |          |
| René              | Il regista                                                                                             | Francesco Pannofino  |          |          |          |          |          |
| Lopez             | Il delegato di rete (st. 1-3) Il produttore esecutivo (st. 4)                                          | Antonio Catania      |          |          |          |          |          |
| Duccio            | Il direttore della fotografia                                                                          | Ninni Bruschetta     |          |          |          |          |          |
| Biascica          | Il capo elettricista                                                                                   | Paolo Calabresi      |          |          |          |          |          |
| Sergio            | Il delegato di produzione (st. 1) Il direttore di produzione (st. 2-3) Il produttore associato (st. 4) | Alberto Di Stasio    |          |          |          |          |          |
| Lorenzo           | Lo stagista schiavo (st. 1) Lo stagista muto (st. 2-3) L'operatore (st. 4)                             | Carlo De Ruggieri    |          |          |          |          |          |
| Karin             | Le cosce                                                                                               | Karin Proia          |          |          |          |          |          |
| Cristina          | La nuova star                                                                                          | Eugenia Costantini   |          |          |          |          |          |
| Alfredo           | L'aiuto regista (st. 2-3) Il regista della seconda unità (st. 4)                                       | Luca Amorosino       |          |          |          |          |          |
| Fabiana           | La nuova attrice                                                                                       | Angelica Leo         |          |          |          |          |          |
| Gli sceneggiatori | Gli sceneggiatori                                                                                      | Valerio Aprea        |          |          |          |          |          |
| Gli sceneggiatori | Gli sceneggiatori                                                                                      | Massimo De Lorenzo   |          |          |          |          |          |
| Gli sceneggiatori | Gli sceneggiatori                                                                                      | Andrea Sartoretti    |          |          |          |          |          |
| Glauco            | | Giorgio Tirabassi    |          |          |          |          |          |
| Lalla             | L'assistente                                                                                           | Aurora Calabresi     |          |          |          |          |          |
| Fabio             | Il secondo assistente                                                                                  | Andrea Lintozzi      |          |          |          |          |          |

### Boris
Il pesce rosso.
Il personaggio che dà il titolo al telefilm è un pesce rosso, di proprietà del regista René Ferretti, che lo porta sul luogo delle riprese de Gli occhi del cuore 2 come portafortuna. Non ha ruolo attivo nel telefilm, tuttavia la sua boccia è sempre posta sul monitor del regista. Il suo nome deriva da quello di Boris Becker e tutti i suoi predecessori (ognuno usato da René come portafortuna per un diverso film/serial) avevano il nome di battesimo di altri famosi tennisti: prima di Boris, infatti, il regista ha avuto Stan (Stan Smith), Björn (Björn Borg), Panatta (Adriano Panatta), Ivan (Ivan Lendl), Venus (Venus Williams) e Serena (Serena Williams) durante le riprese di Assassinio 1 e Assassinio 2, Chang (Michael Chang) durante le riprese di La bambina e il capitano e McEnroe (John McEnroe) durante le riprese di Caprera. Per le riprese di Medical Dimension, nella terza stagione di Boris, René sceglie il nuovo pesce rosso Federer (Roger Federer).

### Alessandro
Lo stagista (st. 1-3), Il responsabile della piattaforma (st. 4), interpretato da Alessandro Tiberi.
È uno stagista che arriva sul set de Gli occhi del cuore 2, trovandosi catapultato in un ambiente di ipocrisie, incompetenza e mancanza di professionalità. Nonostante la serie non preveda un protagonista assoluto, Alessandro, in particolare nella seconda stagione, è quello attorno al quale ruotano gran parte delle trame. Appena giunto sul set, il suo grado è quello dello schiavo, al servizio di chiunque sia presente negli studi. Stanis e Biascica si rivolgono a lui chiamandolo Seppia, mentre gli altri personaggi del set spesso sbagliano il nome o fingono di non ricordarlo. All'inizio della serie è fidanzato con Elena, ma il loro rapporto termina quando scopre dei sentimenti nei confronti di Arianna, verso cui resta sempre attratto anche durante un flirt con Karin nella seconda stagione. Arianna, tuttavia, sembra sempre mettere il lavoro davanti a tutto e, quindi, a volerlo trattare in maniera distaccata e professionale. Dopo essere stato sfrattato viene ospitato a casa di René a tempo indeterminato, proseguendo l'attività di schiavo anche nelle faccende domestiche. Dopo la fine di Gli occhi del cuore e dopo le riprese di Natale con la casta, prosegue la sua carriera arrivando a diventare uno dei responsabili di un'importante piattaforma di streaming.

### René

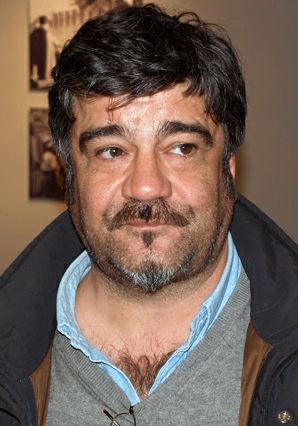
Francesco Pannofino interpreta René

Il regista, interpretato da Francesco Pannofino.
Renato Ferretti, detto René, è nato a Fiano Romano il 19 settembre 1958, ma vive e lavora a Roma. Prima de Gli occhi del cuore 2 ha diretto altre tre fiction, ovvero Caprera, La bambina e il capitano e Libeccio, oltre che alla prima stagione de Gli occhi del cuore: ben due di queste fiction sono state sospese, rispettivamente per le proteste delle associazioni dei genitori e per i bassi ascolti. Inoltre ha diretto uno spot pubblicitario sui pannolini con uno scimpanzé come protagonista. Piccolo capolavoro di René è il cortometraggio ambientalista La formica rossa, realizzato di straforo dietro le quinte del set de Gli occhi del cuore 2. Un'altra regia di alto livello è quella per il mediometraggio Passami il sale, che gli ha valso un premio alla regia per la qualità. Ha anche diretto la prima stagione de Gli occhi del cuore, che ha superato i sette milioni di spettatori a puntata, e più avanti la terza stagione, inizialmente camuffata da medical drama col titolo Medical Dimension per motivi promozionali; in quella stagione ha debuttato tra i protagonisti anche sua figlia, Fabiana Ferretti. Ha girato solo la puntata pilota della sitcom milanese Troppo frizzante, e ha più volte tentato di far produrre una serie sulla figura di Machiavelli, senza successo. Ha esordito al cinema con Natale con la casta, nato come film di denuncia tratto dall'omonimo libro ma trasformato in un cinepanettone su richiesta dei produttori. Successivamente ha ottenuto il suo primo riconoscimento di critica con Io Giuda, film drammatico girato rimontando clandestinamente il materiale della serie non distribuita Vita di Gesù. René in realtà ha un grande rispetto per il suo lavoro e spesso chiede pubblicamente scusa per la scarsa qualità delle scene che realizza, anche quando la colpa è degli sceneggiatori o degli interpreti; tuttavia, il più delle volte, lui stesso fa passare delle scene realizzate in modo approssimativo (a cazzo di cane, per usare le sue parole) per rispettare i tempi imposti dalla rete e per non indispettire tecnici o attori. Gioca a calcio balilla per stemperare la tensione sul set. È molto affezionato ai pesci rossi, che considera un simbolo di equilibrio e pazienza, e ne porta sempre uno con sé sul set. Inizialmente non riesce mai a indovinare il nome di Alessandro.

### Arianna
L'assistente alla regia (st. 1-3), L'aiuto regista (st. 4), interpretata da Caterina Guzzanti.
Arianna Dell'Arti è l'assistente di Renè ed è l'unica componente della troupe che dedica tutto il suo tempo al lavoro in modo professionale, senza colpi di testa, ma sacrificando di fatto la sua vita privata. Il suo modo di lavorare è autoritario e dittatoriale, tentando di rimediare all'inefficienza e al menefreghismo dei suoi colleghi. È lei a occuparsi principalmente di Alessandro dopo averlo assunto personalmente, che comanda a bacchetta ma di cui si scopre innamorata.
Il loro rapporto sentimentale verrà a complicarsi in seguito, per ragioni politiche: Arianna rivelerà al ragazzo, che ha idee di sinistra, di essere al contrario, e da sempre, una convinta sostenitrice di Silvio Berlusconi.

### Stanis

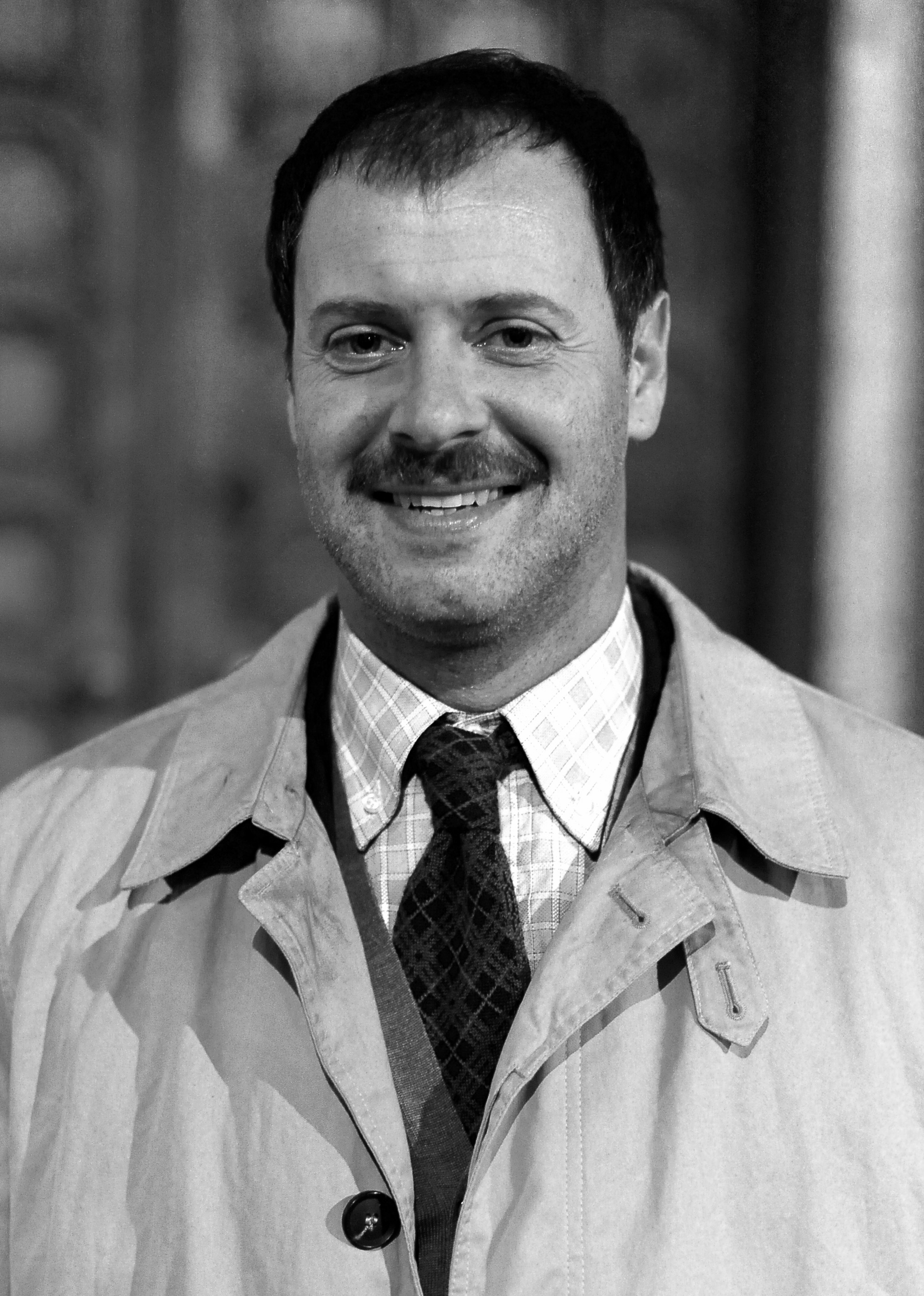
Pietro Sermonti interpreta Stanis.

Il divo (st. 1-3), L'attore produttore (st. 4), interpretato da Pietro Sermonti.
Stanis interpreta Giorgio, il protagonista maschile de Gli occhi del cuore 2 e in seguito del suo spin-off Medical Dimension. Il suo vero nome è Enzo Facchetti, ma ha adottato lo pseudonimo Stanis La Rochelle per rinnegare qualunque riferimento all'Italia: l'uomo è infatti convinto che la recitazione troppo italiana sia il motivo principale della scarsa qualità delle fiction televisive e del cinema in Italia. Il suo nome d'arte è un riferimento al metodo Stanislavskij: l'attore, infatti, prima di girare deve calarsi nel ruolo e, spesso, questo accade pochi secondi prima del ciak. Spesso, per coprire situazioni di difficoltà, ricorda agli altri di aver frequentato la scuola per mimi di Marcel Marceau e ciò dà origine ad assurdi e improbabili siparietti. È un attore assolutamente mediocre, ma ha un'alta considerazione di sé e tratta il resto della troupe come se la sua presenza in una fiction televisiva fosse un suo regalo verso di loro, mentre lui si sente destinato al cinema e al teatro. Convola a nozze con la collega Corinna e insieme fondano una loro casa di produzione, la SNIP (So Not Italian Productions).

### Duccio
Il direttore della fotografia, interpretato da Ninni Bruschetta.
Quarantenne siciliano di Messina, Duccio Patanè fa regolare uso di cocaina e spesso chiede agli altri componenti della troupe se abbiano voglia di tirare con lui per rilassarsi. Viene convinto da René ad assumere il ruolo di direttore della fotografia per Gli occhi del cuore durante un periodo di degenza in ospedale in seguito a un'overdose. Quando è sul set, passa gran parte del tempo a poltrire su un divano (ma lui dice che sta pensando alla prossima scena), oppure a dedicarsi ad attività parallele (ad esempio occuparsi del suo peschereccio, per il quale ha investito 30.000 euro su consiglio di un amico). Sostiene che la fotografia di una fiction, per esigenze di rete, deve essere brutta, perché se fosse più bella di quella della pubblicità, la gente cambierebbe canale durante gli spot. Pertanto Duccio opta sempre per una luce sovraesposta o, come viene definita sul set, smarmellata, e non ha problemi ad ammettere che non gli dispiace affatto di essere pagato bene per lavorare poco e male. Nonostante ciò, molti commenti di René fanno capire che Duccio, un tempo, aveva dimostrato del vero talento come direttore della fotografia.
In seguito all'effettiva dimostrazione di talento da parte di Lorenzo, Duccio inizierà ad affidargli la direzione della fotografia, seppur mantenendo la carica. Nella quarta stagione, ha fatto carriera come direttore della fotografia a Bollywood, sempre in compagnia di Lorenzo. A causa della sua dipendenza dalla cocaina, diventa temporaneamente cieco e viene costretto ad un intervento. Si dichiara asessuale.

### Biascica
Il capo elettricista, interpretato da Paolo Calabresi.
Augusto Biascica si occupa di gestire le luci, sotto gli ordini di Duccio: tuttavia questo si limita sovente a smarmellare la luce, aprendo al massimo l'otturatore dei fari. Si presenta come un personaggio sboccato e minaccioso nel suo colorito vernacolo romanesco, soprattutto verso i due schiavi: gli stagisti Alessandro e Lorenzo; in particolare il secondo viene da lui soprannominato "merda" e trattato come uno straccio. Nonostante il fatto che effettivamente parli mangiandosi le parole, Biascica è il suo vero cognome: è l'unico dei personaggi che non viene chiamato tramite il nome di battesimo dai suoi colleghi. Il suo vocabolario è molto sboccato ed esplicito: nella seconda stagione, quando Sergio, su richiesta di Mariano, vieta le bestemmie sul set, Biascica - facendosi portavoce di tutti i tecnici - reclama il suo diritto a bestemmiare, al punto che paga preventivamente le multe previste, in modo da avere un bonus di imprecazioni, che si gioca immediatamente. Talvolta utilizza parole tecniche senza capirne il significato, come "estroiettare" (contrario di "introiettare"). Alla fine della prima stagione inizia ad avere problemi di vertigini, che gli impediscono di salire sulla scala e che teme possano fargli perdere il lavoro. Per questo motivo, nella seconda stagione, va in cura da una psicologa sperando che possa risolvere il suo problema, che si pensa possa derivare dalla sua infanzia travagliata e difficile; alla fine della seconda stagione scopre che la causa dei suoi mali erano solo gli straordinari del mese di aprile, non pagati da 18 mesi, della fiction Libeccio. Sfegatato romanista, ha un figlio di nome Arturo (che appare nell'episodio Stopper, interpretato dal vero figlio di Calabresi, Arturo) e una figlia, più un altro maschio in arrivo che chiamerà Francesco Totti Biascica.

### Itala
La segretaria di edizione, interpretata da Roberta Fiorentini.
È la segretaria di edizione che si trova sempre seduta di fianco a René durante le riprese. Oziosa e assolutamente poco professionale, lavora grazie a raccomandazioni di personaggi molto importanti all'interno della rete. Nonostante l'aspetto mite, è molto permalosa, maleducata e irascibile. Spesso beve alcolici (tanto da esser soprannominata Brunella di Montalcino) o mangia sul set. Il suo personaggio non ha mai dei ruoli di spicco durante le puntate, tuttavia nella prima stagione sembra avere quasi ucciso accidentalmente Boris, dandogli da mangiare un pezzo di lardo di Colonnata. In seguito, alla vista del pesce morto, René cade nella disperazione. A sua insaputa Alessandro (incaricato da Arianna) dovrebbe acquistare un pesce rosso che gli somigli per far credere a René che si fosse trattato di un malore temporaneo, ma improvvisamente il pesce, come raccontato da Alessandro ad Arianna in una scena in cui si sentono le due voci fuori campo, riprende a nuotare.
Muore all'inizio della quarta stagione, e buona parte della troupe partecipa al suo funerale.

### Sergio

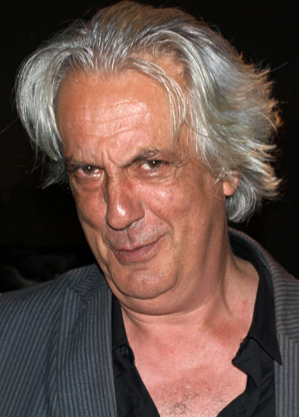
Alberto Di Stasio interpreta Sergio

Il direttore di produzione (st. 1-3), Il produttore associato (st. 4), interpretato da Alberto Di Stasio.
Sergio Vannucci è il direttore di produzione de Gli occhi del cuore 2. Uomo dalle mille risorse e dal passato molto losco (“Oh, io ar gabbio nun ce torno” dirà a René), usa qualunque mezzo pur di risolvere i sempre più incombenti problemi della fiction, anche quelli più improbabili (come mettere una tigre vecchia e malata sul set per far credere alla gente che si stia girando in Africa, anche se le tigri non sono native dell'Africa; oppure rimpiazzare un'attrice non più disponibile con una sbandata trovata per strada). Disposto a tutto pur di avere altri soldi, è lui che guarisce Biascica dalle sue vertigini sventolandogli in faccia un assegno da settemila euro, che (a suo dire) si rivelano essere gli straordinari del mese di aprile di Libeccio, un'altra fiction in precedenza diretta da René.
A causa di alcuni alterchi tra René e la rete, Sergio è stato ricoverato due volte per infarto. Nella quarta stagione si scopre che è finito in carcere per motivi non precisati, ma continua a collaborare con Lopez.

### Lorenzo
Lo stagista schiavo (st. 1), Lo stagista muto (st. 2-3), L'operatore (st. 4), interpretato da Carlo De Ruggieri.
Originario di Matera, Lorenzo è lo stagista di fotografia. Nonostante sia sfruttato e vilipeso, mantiene integra la passione per il suo lavoro. Questo, l'entusiasmo e la voglia di lavorare bene, gli costeranno la simpatia già scarsa di tutta la troupe (che in un'occasione organizza una vera e propria spedizione punitiva contro di lui) mettendo praticamente a rischio il suo posto di lavoro per cui percepisce un quinto dello stipendio minimo e a cui è approdato dopo un lungo periodo di angherie. Nessuno lo difende, ma a partire dalla terza stagione la sua vita subirà un cambiamento radicale: ha infatti uno zio che, con le ultime elezioni, è stato eletto senatore e che quindi lo rende adesso intoccabile. Questo provoca in lui un aumento della sua stima, usando gli agganci che lo zio potrebbe procurargli e pensando che potrebbe proteggerlo (nonostante sia di orientamento politico opposto al suo) e un senso di disagio nei confronti degli altri personaggi che ormai avevano preso l'abitudine di trattarlo in malo modo. È uno dei personaggi che conoscono una crescita maggiore durante la serie, infatti giungerà a ricoprire il ruolo di operatore, spodestando alcuni membri della troupe che non lo perdoneranno.

### Lopez
Il delegato di rete (st. 1-3), Il produttore esecutivo (st. 4), interpretato da Antonio Catania.
Diego Lopez è il delegato di rete incaricato di fare da tramite tra la rete, rappresentata dal Dottor Cane, e la troupe. Essendo colui che comunica alla troupe le decisioni della direzione, sul set è sempre visto con timore. Tuttavia, occupa una posizione relativamente bassa all'interno dell'organigramma della rete, dovendo esibire sempre un atteggiamento di compiacimento e adulazione nei confronti dei dirigenti di livello più alto e verso gli attori raccomandati dai personaggi con maggior potere.
A causa di alcuni alterchi tra René e la rete, Lopez finisce per essere successivamente retrocesso alla sezione cinema, perdendo molto del suo potere dirigenziale. Nella quarta stagione, ormai in pensione, si reinventa come produttore, fondando la "QQQ" ("Qualità, Qualità, Qualità") in società con suo cugino Michele, un boss della 'ndrangheta.

### Corinna

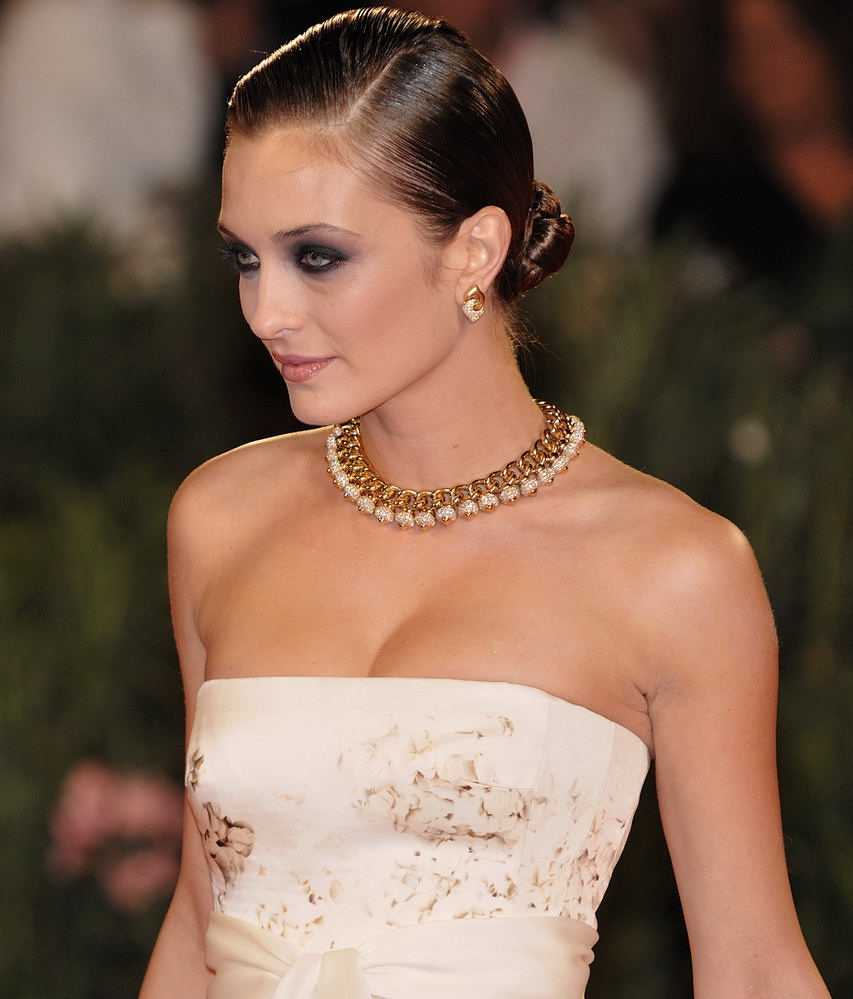
Carolina Crescentini interpreta Corinna

La star (st. 1), L'attrice produttrice (st. 4), interpretata da Carolina Crescentini.
Corinna Negri è la protagonista femminile de Gli occhi del cuore 2, in cui interpreta la parte della dottoressa Giulia. Come per Stanis, le sue capacità attoriali molto scarse si uniscono a una grande autoconsiderazione. Ma, mentre il suo partner di scena ha comunque un livello di recitazione sufficiente, e tutto sommato viene dunque sopportato dalla troupe, Corinna è invisa a tutti per via delle sue pretese (generi alimentari o ulteriori comodità nel suo camerino), e in particolar modo è odiata da René per la sua totale incapacità recitativa (noto l'epiteto cagna maledetta digrignato a denti stretti dal regista mentre l'attrice recita le sue scene) che allunga notevolmente la dose di lavoro giornaliera, come quando l'intera troupe è costretta a rimanere sul set (nonostante Renè avesse dato a tutti il pomeriggio libero), in quanto Corinna non è capace di pronunciare correttamente la parola gioielliere e dunque non riesce a concludere una scena; oltre alle classiche richieste da diva, l'attrice spesso pretende anche di poter modificare le sceneggiature, come nell'episodio Il mio primo giorno, in cui pretende di modificare la battuta in cui ammette che il suo personaggio ha 34 anni, ritenendola dannosa per la sua immagine. Ciononostante nessuno osa riprenderla o rimproverarla in quanto l'attrice è l'amante del dottor Cane, il capo della rete televisiva, ed è dunque solo grazie a lei che si sta girando una seconda stagione de Gli occhi del cuore nonostante i pessimi risultati ottenuti dalla prima (la cui messa in onda è stata sospesa dopo solo tre puntate a causa dei bassi indici d'ascolto).
All'inizio della seconda stagione, Corinna decide di lasciare il set per cominciare una nuova fiction su Madre Teresa di Calcutta: per questo motivo, all'interno della seconda e terza stagione di Boris, il personaggio appare solamente in poche scene. In seguito, convola a nozze con il collega Stanis e insieme fondano una loro casa di produzione, la SNIP (So Not Italian Productions).

### Cristina
La nuova star, interpretata da Eugenia Costantini.
Cristina Avola Burkstaller interpreta Sofia, la cugina di Giulia, sostituendola come protagonista femminile de Gli occhi del cuore 2 all'inizio della seconda stagione di Boris. Pur condividendone gli atteggiamenti scontrosi e indisponenti, mentre Corinna viveva con passione e ambizione il suo lavoro, Cristina, nonostante non se la cavi affatto male come interprete, sembra non essere affatto interessata alla vita da attrice e si comporta come se la scelta di recitare non fosse sua. Si reca saltuariamente sul set, costringendo la troupe a modificare continuamente i propri programmi in funzione delle sue assenze o ritardi. Tuttavia la produzione impone di trattarla con il massimo rispetto, essendo la figlia del ricco e potente imprenditore dell'acciaio Avola Burkstaller. La troupe ironizza sul potere del padre appellandola in romanesco, segretamente e spregiativamente, come la fija de Mazinga. Cristina, a differenza degli altri attori, si interroga più volte sul senso delle battute che le vengono affidate, rendendosi presto conto della scarsa qualità della fiction di cui è protagonista. Da questo momento la ragazza cerca in tutti i modi di abbandonare la serie, ritenendola «un incubo», infine riuscendoci a seguito di una violenta lite con Renè finita a testate, a seguito della quale l'attrice, accordandosi con il regista tramite il suo avvocato, riesce nel suo intento di lasciare il set. Ricompare negli ultimi episodi della terza stagione dimostrando, apparentemente, un atteggiamento più maturo e con l'obiettivo di emanciparsi economicamente dalla sua famiglia.

### Karin
Le cosce, interpretata da Karin Proia.
Data la giovane età e il look troppo acqua e sapone di Cristina, Karin viene chiamata sul set de Gli occhi del cuore 2 per interpretare il ruolo di un commissario di polizia, Sandra Gusberti, il cui unico scopo è quello di creare alcuni momenti sexy e aumentare l'audience della fiction. Si distingue subito per i suoi modi schietti. Il suo obiettivo è avere rapporti con tutti, giovani e meno giovani, al fine di avere protezioni o semplice divertimento. Inoltre Karin ha la particolarità d'insistere a inserire componenti erotiche anche in scene drammatiche o comunque aventi un contesto assolutamente privo di qualsivoglia elemento sensuale. Oltre a Gli occhi del cuore 2, nel suo curriculum figura anche il ruolo di protagonista nel video del cantante Zebra, nel quale recita a cavallo di un toro meccanico e con un seno scoperto. Sarà presto attratta da Alessandro, con il quale finirà presto col fare sesso, anche se tra i due ci sarà solo un breve flirt. In seguito, dopo averlo inizialmente respinto, volgerà il proprio interesse su Stanis.

### Fabiana
La nuova attrice interpretata da Angelica Leo.
Fabiana fa il suo esordio nella terza stagione, come protagonista femminile della nuova serie Medical Dimension, spin-off di qualità de Gli occhi del cuore incentrato sulla malasanità. Inizialmente René era contrario al suo ingresso nella fiction, scegliendo come protagonista femminile della nuova serie un'altra attrice; quando però questa si rivela totalmente inadeguata per la parte, il regista è costretto a fare buon viso a cattivo gioco e chiamare Fabiana sul set. La ragazza infatti cela un segreto: è la figlia di René, e questo non voleva farla recitare non perché non la ritenesse adatta alla parte ma perché non voleva che le malelingue lo accusassero di nepotismo. Spesso l'atteggiamento idealista della giovane si scontra con la dura realtà dell'ambiente.

### Alfredo
L'aiuto regista (st. 2-3), Il regista della seconda unità (st. 4), interpretato da Luca Amorosino.

Aiuto regista di René, ha però il difetto di mostrarsi troppo sperimentatore e poco concreto e attento ai tempi imposti, rispetto ad Arianna. Per arrotondare le proprie entrate, si occupa di procurare cocaina a Duccio.
Nella quarta stagione, gira alcune scene di Vita di Gesù in autonomia e in parallelo a Renè. Durante le riprese di alcune scene, per incoraggiare un'attrice in crisi di autostima le offre (dopo una richiesta della donna) della cocaina, cosa che lo porterà a venire arrestato dalla stessa attrice, rivelatasi un'agente di polizia in borghese. Viene poi rilasciato qualche giorno dopo perché gli stagisti Fabio e Lalla fanno sparire il resto della droga dal suo camerino, facendo sì che il regista possa sostenere di avere la cocaina solo per uso personale.

### Gloria
La truccatrice, interpretata da Ilaria Stivali.
Durante la prima stagione ha un piccolo flirt con Biascica. All'inizio della seconda stagione viene licenziata in quanto unica della troupe de Gli occhi del cuore a non avere una protezione politica. Grazie però a René, avrà un appoggio di un politico che le assicurerà il posto di capo del personale negli uffici della Regione Basilicata.

### I tre sceneggiatori

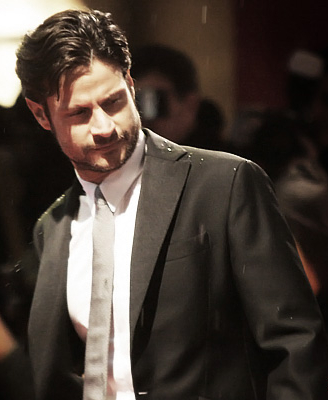
Andrea Sartoretti interpreta uno dei tre sceneggiatori

Interpretati da Valerio Aprea, Massimo De Lorenzo e Andrea Sartoretti.
Sono tre fannulloni, perdigiorno e svogliati ma ciononostante molto ben retribuiti, i quali si fanno sempre venire in mente delle scene improbabili che non hanno nulla a che vedere con l'andamento della già di per sé debole e banale trama de Gli occhi del cuore 2. Ogni scena è contrassegnata da pochi, sparuti stati emotivi che i tre sceneggiatori esprimono con i tasti Funzione del loro computer. Tra queste figura lo stato d'animo basito, F4, perplesso, F3, e spensierato, F2, che spesso fanno da padrone nelle scene della claudicante fiction. Spesso si ritrovano a cannibalizzare idee di vecchi telefilm esteri, senza neanche apportare i dovuti adattamenti (ad esempio trasformando la festa del ringraziamento statunitense in un'improbabile festa del grazie). René ogni volta è fortemente infastidito nei confronti dei tre quando legge le loro sceneggiature.
In seguito alla morte di Mattia Torre, lo sceneggiatore interpretato da Aprea diventa un fantasma, in grado di essere visto e ascoltato prima solo dai colleghi e poi anche da René, ai quali continuerà a dare dritte.

### Lalla
L'assistente (st. 4), interpretata da Aurora Calabresi.
La nuova stagista di regia, diventa il nuovo braccio destro di Arianna, di fatto rimpiazzando Alessandro.

### Fabio
Il secondo assistente (st. 4), interpretato da Andrea Lintozzi.
Il secondo nuovo stagista, delegato alla seconda unità.

## Personaggi secondari

### Mariano Giusti

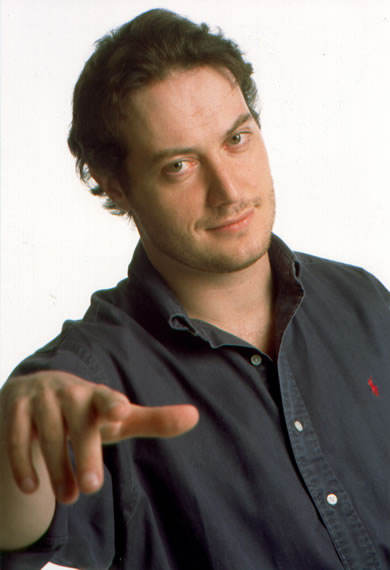
Corrado Guzzanti interpreta Mariano Giusti e Padre Gabrielli

Il Conte, interpretato da Corrado Guzzanti.
Mariano Giusti interpreta il conte, ovvero l'antagonista de Gli occhi del cuore 2. Si tratta di un attore psicologicamente instabile che già in passato ha creato non pochi problemi al cast e alla troupe della fiction con i suoi improvvisi scatti d'ira, a volte conclusi con veri e propri incendi appiccati al set e la ripetuta distruzione del suo camerino. Mariano afferma di aver avuto, durante un viaggio in auto lungo l'autostrada Roma-L'Aquila, la visione di Gesù Cristo sul sedile del passeggero: a detta dell'attore, il Messia, scontento del ruolo negativo di Mariano nella fiction, gli avrebbe indicato di prepararsi per un nuovo progetto della rete dedicato alla figura di Padre Frediani (che però è stato già assegnato, a detta di Lopez, a Fabrizio Frizzi, in quanto considerato un attore di prima fascia, mentre Mariano è un attore di seconda fascia). Da questo momento Mariano diventa preda di continue crisi mistiche. Ad Alessandro viene spesso affidato il compito di assecondare le richieste di Mariano per impedirne altri scatti d'ira: lo stagista si trova quindi costretto a pregare o a sfasciare i suoi stessi CD, sotto la minaccia di una mazza da baseball. Mariano vive in casa con l'anziana madre, la quale ha un grosso problema con la saliva che le impedisce la motilità. In seguito ad alcune esperienze in Canada e ad alcuni consigli del suo psicologo, che gli raccomanda di portare sempre con sé un oggetto che lo faccia sentire al sicuro, inizia a presentarsi sul set armato di pistola e taser.

### Padre Gabrielli
L'agente di Mariano, interpretato da Corrado Guzzanti.
È un macchiettistico prete napoletano che funge da agente, consigliere e guida spirituale di Mariano. In realtà è un uomo con ben pochi scrupoli (ha addirittura un figlio segreto), non ha mai celebrato una messa, è colluso con la camorra e risulta non essere nemmeno credente (percepibile dal ricorrente sbuffare quando Mariano gli parla di fede o lo invita a pregare). Viene apparentemente ucciso da Giusti con tre colpi di pistola, alla fine della seconda stagione, per la sua apparente incapacità nel fargli assegnare il ruolo da lui tanto ambito di Padre Frediani; ma in realtà, poco dopo, viene inquadrato mentre russa.

### Martellone

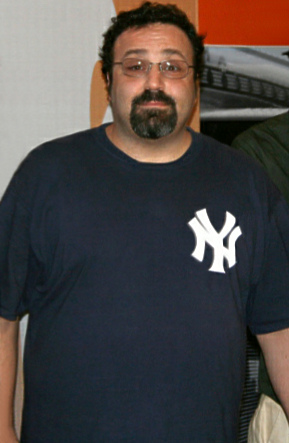
Massimiliano Bruno interpreta Martellone

Il comico, interpretato da Massimiliano Bruno.
Nando Martellone è un comico privo di talento, diventato però improvvisamente famoso per via di una scurrile frase-tormentone, Bucio de culo, da lui esclamata a ripetizione nei suoi sketch. Viene chiamato sul set de Gli occhi del cuore 2, nel ruolo del notaio: il suo compito è quello di condurre la cosiddetta linea comica della fiction, voluta da Lopez per aumentare l'audience della serie. Tuttavia Martellone non si dimostra in grado di realizzare momenti brillanti, se non ricorrendo a volgarità o espressioni buffe, risultando così troppo in contrasto con il dominante clima drammatico e serioso della fiction. Nella puntata 2x05, intitolata L'affaire Martellone, è protagonista di uno scandalo: in seguito a un festino a base di alcol e droga tenutosi in casa sua, una transessuale cade in overdose e Martellone viene indagato. Ciò lo estrometterà quasi definitivamente dalle scene, tant'è che la produzione della fiction deciderà di far sparire il personaggio facendolo colpire da un infarto. Tuttavia, Martellone riesce a salvarsi per un dettaglio che solo lui aveva notato e che era sfuggito agli sceneggiatori: in questo modo, il suo destino cambia e invece di essere colpito da infarto entra solamente in coma.
Ritorna in una puntata della terza stagione per un escamotage degli sceneggiatori e approfitta di questo ritorno per stabilire che, dopo aver partecipato al reality show La casa senza bagno è cambiato e non bisogna più vederlo come un attore volgare. Uscirà di scena in modo dignitoso, facendo morire il suo personaggio in una scena che fa piangere letteralmente tutta la troupe, ma Martellone non si fermerà: infatti si cimenterà nel campo discografico, con un pezzo dance dal titolo Bucio De Culo remix. Nella quarta stagione si dimostra cambiato e determinato a distaccarsi dalla comicità volgare che lo ha reso celebre, senza però riuscirci.

### Dottor Cane
Il direttore di rete, interpretato da Arnaldo Ninchi.
Nelle prime due stagioni non se ne vede mai il volto e per ciò che riguarda Gli occhi del cuore si rivolge unicamente a Lopez e, in un'unica occasione, anche a René Ferretti, quando gli affida il progetto Machiavelli. Nel dodicesimo episodio della terza stagione si vede per la prima volta il suo volto, durante un colloquio con René nel quale gli spiega il perché del far fallire il progetto di Medical Dimension.

### Glauco
Il vecchio amico di René, interpretato da Giorgio Tirabassi.
Direttore della fotografia italiano che ha lavorato in Sudafrica, Glauco Benetti appare nella prima stagione per sostituire René spacciandosi per il regista Albino Corradi: dopo aver rivoluzionato la gerarchia tra Alessandro e Arianna, invertendo i loro ruoli, gestisce il resto della troupe urlando e insultando gli attori ma mostrando un atteggiamento gioviale ed amichevole nei confronti di Alessandro. Nella seconda stagione, Benetti farà in modo di mettere della pubblicità occulta in Gli occhi del cuore 2, espediente che ha già utilizzato molte volte in passato. Vive in una villa a Johannesburg e lavora principalmente in pubblicità, ma non disdegna di inaugurare delfinari a Vancouver. In Italia si è occupato principalmente di robba d'autore, espressione con la quale definisce film come Ammalati e Morti e A costo di farla franca. Appare anche durante gli ultimi episodi della terza stagione quando René gli chiede "in prestito" Corinna per girare un improbabile Gli occhi del cuore 3.
Riesce a gestire gli attori, anche quelli più "difficili" o non dotati, grazie alla sua particolare spigliatezza e alle sue modalità dirette e non curanti delle formalità. Il cinismo e sarcasmo che nutre verso la fiction italiana e che non prova a nascondere è una delle caratteristiche che lo distingue dagli altri. È lui inoltre a salvare le sorti de La casta, suggerendo di trasformare il film in un cinepanettone.

### Elena
La fidanzata, interpretata da Margot Sikabonyi.
Elena è la fidanzata di Alessandro. Milanese, fa la spola tra Roma e Milano per vedere il fidanzato, di cui non apprezza l'eccessivo servilismo nei confronti della troupe. Viene insidiata da Stanis che, percependo l'aria di crisi tra i due, non esita a rivelare ad Alessandro di volerci provare non appena la rottura sarà definitiva.

### Orlando Serpentieri

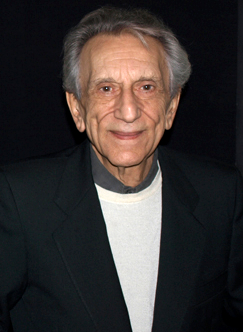
Roberto Herlitzka interpreta Orlando Serpentieri

Nonno Alberto, interpretato da Roberto Herlitzka.
Orlando Serpentieri all'interno de Gli occhi del cuore 2 interpreta nonno Alberto, il patriarca della famiglia protagonista della serie. Nonostante sia un attore teatrale di elevato valore artistico, è costretto a recitare in una scadente fiction televisiva per pure esigenze economiche, e per ottenere il ruolo all'interno della serie è stato addirittura raccomandato da un ministro. Considerato da tutti come un attore dalla bravura impeccabile, in realtà improvvisa quasi sempre visto che non ha avuto tempo di leggere le sceneggiature della fiction e manda in avanscoperta Alessandro a chiedere informazioni per lui sul suo ruolo; comunque, pur se improvvisando, riesce a recitare in maniera eccelsa la sua parte, tanto che lo stesso Renè gli chiede in seguito di adottare una recitazione più approssimativa, altrimenti sarebbe troppo evidente l'abissale differenza tra lui e il resto del cast.

### Ada De Silvestri
Marina, la madre di Giorgio, interpretata da Gianna Paola Scaffidi.
È un'attrice pretenziosa, che lavora soltanto perché raccomandata dal marito Manlio Modafferi, un influente senatore; come Corinna, si comporta da diva capricciosa, ad esempio pretendendo di recitare seduta anche quando è prevista una ripresa con la steadycam. La sua abilità nel recitare è pari a zero (tanto che lo stesso Renè come attrice la considera più cagna di Corinna). Verrà maltrattata in modo particolarmente brutale da Glauco Benetti - spacciatosi per il regista Albino Corradi - che però, alla fine, la spingerà a recitare in modo decente.

### Beatrice Di Mauro
Il magistrato Pardieri, interpretata da Giulia Mombelli.
Beatrice è, al contrario di Corinna, Ada, Cristina e Karin, il prototipo dell'attrice normale: non ha strane idee per la testa, non ha manie bizzarre e durante i tempi morti legge romanzi. Ha un carattere mite, pacato, e non esita a chiedere scusa se sbaglia. Alessandro, quando interpreta il ruolo del sordomuto sodomizzato di Bergamo (poi divenuto di Reggio Calabria per non indispettire la Lega Nord), riceve una sonora serie di schiaffi da parte dell'attrice, invitata a ripetere la scena più e più volte per il sadismo generale della troupe.

### Valerio

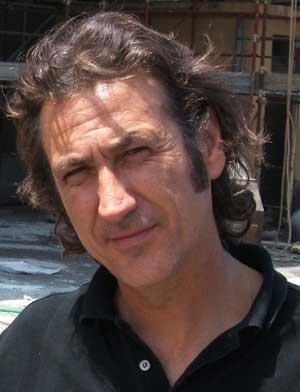
Marco Giallini interpreta Valerio

L'attore camaleontico, interpretato da Marco Giallini.
Valerio viene convocato per fare la parte dello psicologo disabile in Medical Dimension e si immedesima tanto nella parte al punto da arrivare sul set in sedia a rotelle. Attore abbastanza cinico e altezzoso, invita la sera stessa Alessandro in un locale di sua conoscenza mancando però all'appuntamento. Quando Alessandro lo chiama, Valerio sostiene che non è stato lui a fargli quell'invito, bensì il suo personaggio in quanto è un uomo molto gentile e socievole mentre lui è schivo e scontroso.
Parallelamente alle riprese di Medical Dimension, Valerio interpreta anche il ciclista Costante Girardengo in un'altra serie TV e, per entrare totalmente in quest'ultima parte, decide di non lavarsi. Questa sua mancanza di igiene temporanea crea non pochi problemi a tutta la troupe, in particolare agli attori che devono condividere con lui il set.

### Remo Arcangeli
Il nonno giovanile, interpretato da Massimo De Francovich.
Attore teatrale, nonché neodirettore del Teatro Stabile di Roma, Remo Arcangeli viene convocato nella nuova fiction Medical Dimension per interpretare il "nonno giovanile", ovvero un uomo anziano che, nonostante l'età, si veste ancora secondo le tendenze giovanili (capelli gelatinati, collare borchiato, felpe dai colori sgargianti, jeans strappati e scarpe da ginnastica Converse), gira in moto, va a ballare in discoteca e ha per amanti delle ragazze molto più giovani di lui. Questo per esigenze della rete, che spiega a René che il "vecchio giovanile" fa parte dei nuovi personaggi che la rete vuole in qualsiasi fiction. Arcangeli non capisce il perché di questa scelta e non vede il suo personaggio adatto a un attore del suo calibro. In più, ha dei comportamenti decisamente bizzarri, come quello di urinare sulle scenografie del set chiedendo prima il permesso per farlo. In un colloquio con Fabiana, le svela cosa ha in mente per il futuro del teatro: chiudere le porte a qualsiasi autore esordiente e creare una compagnia di amici fidati e che conosce da sempre in modo da continuare a dominare indisturbati la scena teatrale italiana.

### Allison Daltman
La responsabile della piattaforma (st. 4), interpretata da Emma Lo Bianco.